# H.S. Kammingafonds

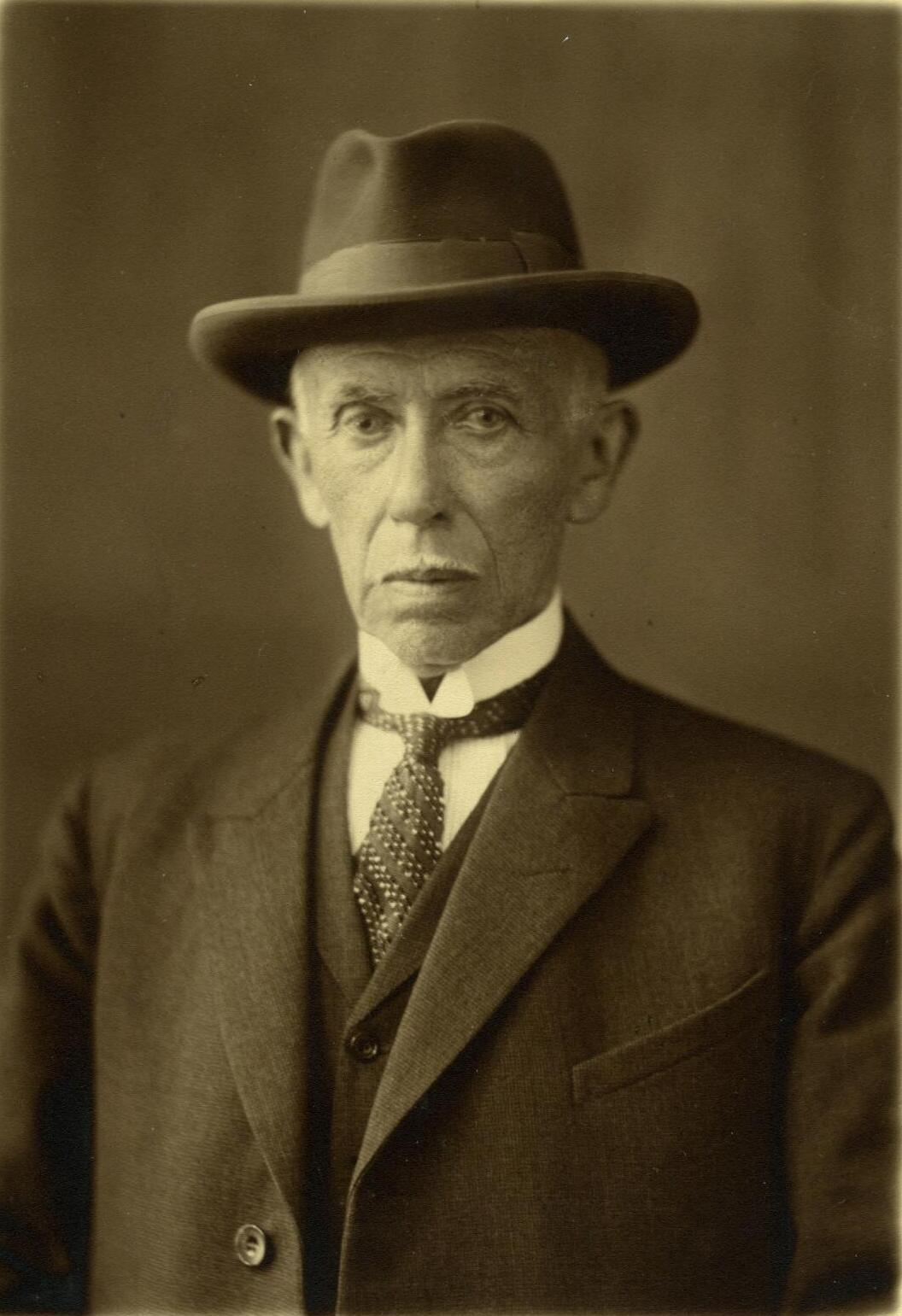
Harmannus Simon Kamminga (1850-1933), stichter van het naar hem genoemde H.S. Kammingafonds

Het H.S. Kammingafonds is een in 1933 opgericht fonds ter stimulering van de sociaal culturele activiteiten in de Nederlandse provincie Groningen.

## Geschiedenis
Het H.S. Kammingafonds is genoemd naar de in Pieterburen geboren kunstmesthandelaar Harmannus Simon Kamminga (1850-1933). Na zijn overlijden op 27 maart 1933 liet hij zijn vermogen na voor de stichting van een fonds, dat zijn naam zou dragen en dat als doel kreeg de bevordering van de geestelijke en stoffelijke verheffing van de bevolking van de provincie Groningen. Met behulp van dit fonds, dat nauw samenwerkt met het J.B. Scholtenfonds, worden investeringsbijdragen geleverd aan de bouw van wijkcentra, dorpshuizen en jeugdcentra in de provincie Groningen. Daarnaast wordt een bijdrage geleverd bij de start van hospices. Ook verleent het fonds eenmalige waarderingsbijdragen. Uitsluitend de opbrengsten uit het vermogen worden jaarlijks aangewend, waarbij ten minste 10% van de jaaropbrengst wordt gereserveerd voor de versterking van het vermogen.
In het verleden werden onder meer door het het fonds bijdragen geleverd aan de uitbrengen van de tweede druk van het Nieuw Groninger Woordenboek van Kornelis ter Laan en de uitgave van het terpenboek Terpen tussen Vlie en Eems, met een inventarisatie van alle terpen of wierden in Friesland en Groningen, een uitgave die werd opgedragen aan de archeoloog Albert Egges van Giffen.
De commissaris van de Koning van Groningen is voorzitter van het fonds.